# UK Singles Chart (2011)
Seznam singlů, které obsadily první místo v UK Singles Chart v roce 2011:
| Umělec                                            | Singl                         | Dosáhl #1          | Počet týdnů |
| ------------------------------------------------- | ----------------------------- | ------------------ | ----------- |
| Rihanna featuring Drake                           | "What's My Name?"             | 15. ledna 2011     | 1           |
| Bruno Mars                                        | "Grenade"                     | 22. ledna 2011     | 2           |
| Kesha                                             | "We R Who We R"               | 5. února 2011      | 1           |
| Jessie J featuring B.o.B                          | "Price Tag"                   | 12. února 2011     | 2           |
| Adele                                             | "Someone Like You"            | 26. února 2011     | 4           |
| Nicole Scherzinger                                | "Don't Hold Your Breath"      | 20. března 2011    | 1           |
| Adele                                             | "Someone Like You"            | 27. března 2011    | 1           |
| Jennifer Lopez featuring Pitbull                  | "On the Floor"                | 3. dubna 2011      | 2           |
| LMFAO featuring Lauren Bennett & GoonRock         | "Party Rock Anthem"           | 17. dubna 2011     | 4           |
| Bruno Mars                                        | "The Lazy Song"               | 15. května 2011    | 1           |
| Pitbull featuring Ne-Yo, Afrojack & Nayer         | "Give Me Everything"          | 22. května 2011    | 3           |
| Example                                           | "Changed the Way You Kiss Me" | 12. června 2011    | 2           |
| Jason Derülo                                      | "Don't Wanna Go Home"         | 26. června 2011    | 2           |
| DJ Fresh featuring Sian Evans                     | "Louder"                      | 7. července 2011   | 1           |
| The Wanted                                        | "Glad You Came"               | 17. července 2011  | 2           |
| JLS featuring Dev                                 | "She Makes Me Wanna"          | 31. července 2011  | 1           |
| Cher Lloyd                                        | "Swagger Jagger"              | 7. srpna 2011      | 1           |
| Nero                                              | "Promises"                    | 14. srpna 2011     | 1           |
| Wretch 32 featuring Josh Kumra                    | "Don't Go"                    | 21. srpna 2011     | 1           |
| Olly Murs featuring Rizzle Kicks                  | "Heart Skips a Beat"          | 28. srpna 2011     | 1           |
| Example                                           | "Stay Awake"                  | 4. září 2011       | 1           |
| Pixie Lott                                        | "All About Tonight"           | 11. září 2011      | 1           |
| One Direction                                     | "What Makes You Beautiful"    | 18. září 2011      | 1           |
| Dappy                                             | "No Regrets"                  | 25. září 2011      | 1           |
| Sak Noel                                          | "Loca People"                 | 2. října 2011      | 1           |
| Rihanna featuring Calvin Harris                   | "We Found Love"               | 9. října 2011      | 3           |
| Professor Green featuring Emeli Sandé             | "Read All About It"           | 30. října 2011     | 2           |
| Rihanna featuring Calvin Harris                   | "We Found Love"               | 13. listopadu 2011 | 3           |
| X Factor Finalists 2011                           | "Wishing on a Star"           | 4. prosince 2011   | 1           |
| Olly Murs                                         | "Dance with Me Tonight"       | 11. prosince 2011  | 1           |
| Little Mix                                        | "Cannonball"                  | 18. prosince 2011  | 1           |
| Military Wives with Gareth Malone and Paul Mealor | "Wherever You Are"            | 25. prosince 2011  | 1           |

## Žebříčky za rok
- 2010